# Timoclea marica
Timoclea marica is een tweekleppigensoort uit de familie Veneridae. De wetenschappelijke naam van de soort werd gepubliceerd in 1758 door Carl Linnaeus in de tiende editie van Systema naturae als Venus marica.